# Tatarer

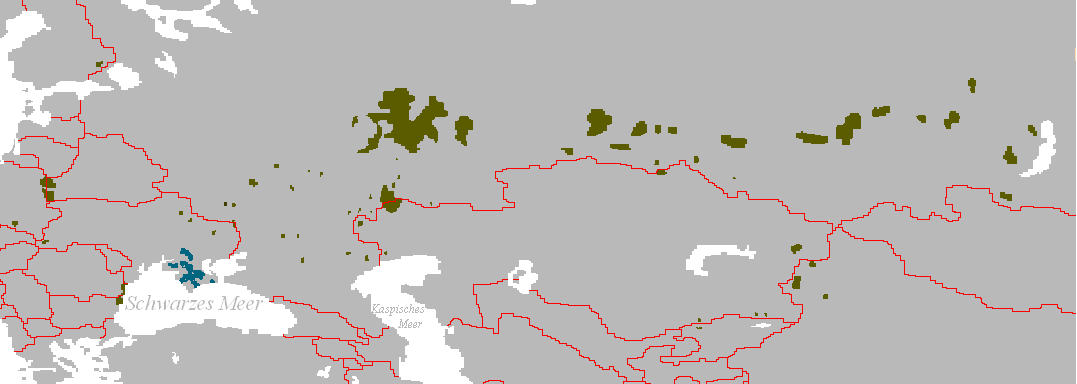
Karta över tartarernas större utbredningsområden.

Tatarer (ibland stavat tartarer) är ett turkfolk. 

## Kazantatarer
Med tatarer menas idag vanligtvis kazantatarer, som även kallas volgatatarer (kazantatarer räknas dock stundom som en undergrupp till volgatatarer; se nedan), ett turkfolk som främst bor i Tatarstan (före detta Tatariska republiken i Sovjetunionen) i Ryssland, där de utgör en knapp majoritet, i Basjkirien och andra delar av Ryssland, samt även i Uzbekistan, Iran, Kina (främst Xinjiang) och Ukraina. De talar främst tatariska, ett i den kiptjakbolgariska undergruppen placerat nordvästturkiskt språk, men även ryska. De är främst sunnimuslimer, men några få är ortodoxa kristna.
Till kazantatarerna räknas vanligtvis de västligare mesjtjerjaker (eller mischärer) som lever i trakten kring Nizjnij Novgorod. Ett mindre antal lever även i bland annat Estland och Litauen dit de ursprungligen kom i tjänstgöring såsom livvakter (vissa konverterade där till judendom). I Litauen och Polen (två byar Bohoniki och Kruszyniany) lever Europas äldsta muslimska enklaver i form av de tatarer som fick asyl i det polsk-litauiska samväldet i slutet av 1300-talet (dessa talar idag nästan uteslutande litauiska eller polska). I Finland utgjorde tatarerna på 1980-talet ungefär 900 personer. De första tatarerna i Finland var antagligen ur den ryska armén och bosatte sig där under finska kriget 1808-1809; mesjtjerjakiska grupper flyttade senare in från och med senare delen av 1800-talet fram till 1925.
Ibland menas med volgatatarer en övergrupp där kazantatarer, mesjtjerjaker, kerätscher (Keräşen, det vill säga "kristna") och astrachantatarer ingår. Ibland delas volgatatarerna i stället in i kazantatarer, mesjtjerjaker, astrachantatarer och kasimovtatarer. 
Små grupper volgatatarer finns även i Kazakstan, Azerbajdzjan, Tadzjikistan, Belarus, Kirgizistan, Turkiet, Kina, USA och Tyskland. De räknas som ett av Kinas 56 officiella minoritetsfolk.

## Andra betydelser

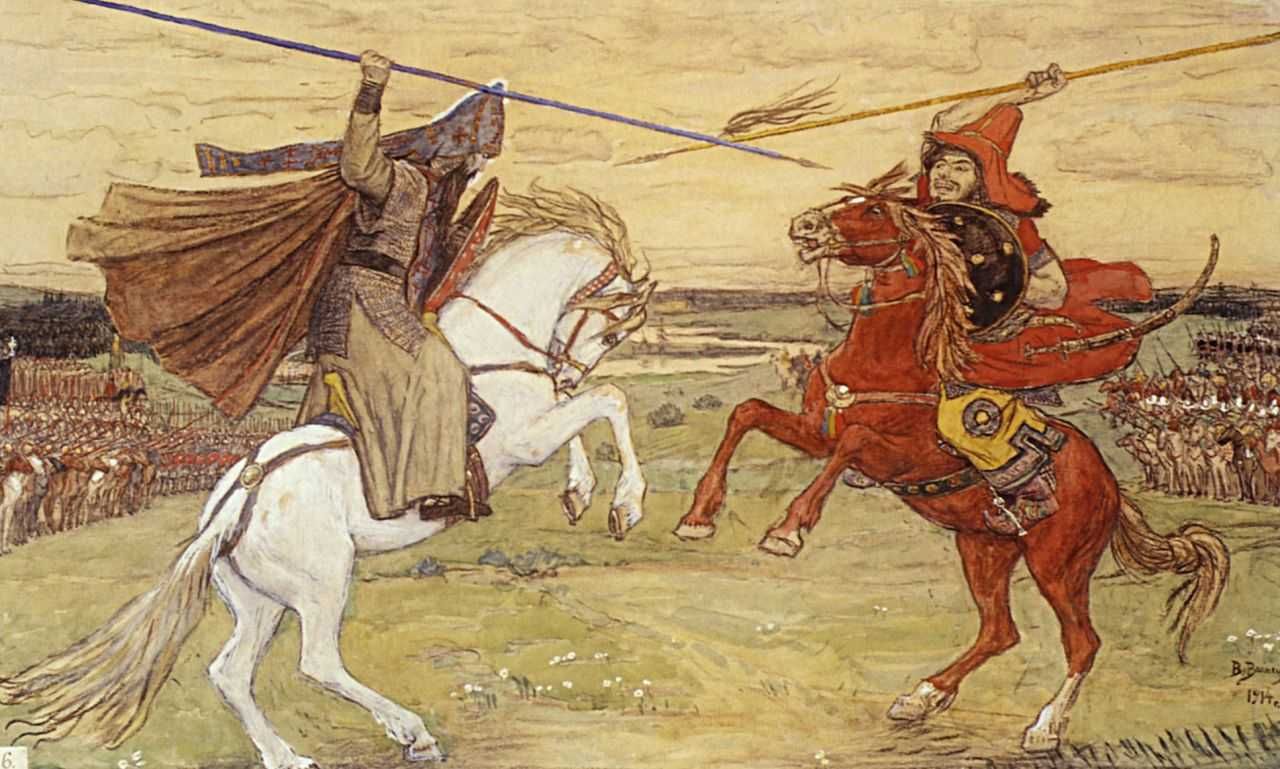
Tatarkrigare i strid (höger). Målning av Viktor Vasnetsov 1914.

Tatarer var ursprungligen namnet på en mongolisk stam under Djingis khan. Denna bebodde troligen nordöstra Mongoliet och Manchuriet från 400-talet och omnämns av kinesiska källor som "Ta-ta". Tatar nämns även i de turkiska Orchoninskrifterna, men dessa syftar troligen på mongoler i allmänhet. Under 1300-talet blev tatarer ryssarnas benämning på Gyllene hordens muslimska turkfolk, senare på desamma i Kazankhanatet och på de sentida ättlingar till folket i Kazankhanatet som idag även kallas kazantatarer (se ovan). 
Begreppet tatarer användes tidigare som samlingsterm för flera turkiska (kallade "tatariska") folkslag. Denna användning har fallit ur bruk, och en annan uppdelning av turkfolken görs idag. Vanligast var en indelning i tre grupper: europeiska, kaukasiska och sibiriska tatarer. Kazantatarerna utgör kärnan av de europeiska; som relativt närbesläktade till kazantatarerna räknas krimtatarerna på Krimhalvön, vilka talar krimtatariska, ett språk som antingen placeras i den kiptjakkumaniska (alternativt kiptjakoghuziska) undergruppen av de nordvästturkiska språken, eller bland de sydturkiska språken. Till kaukasiska tatarer hör främst så kallade azerbajdzjanska tatarer (även något diffust kallade "bergstatarer", vilka numera uppdelas i balkarer och kumyker) samt nogaier, karatjajer, kumyker och karapapaker; ofta räknas även de europeiska tatarer som på senare tid slagit sig ned i Kaukasus som kaukasiska. Till sibiriska tatarer räknas irtysjtatarer (tureliner), barabiner, chakasser (alternativt abakantatarer, med undergrupperna katjiner, sagajer, kojbaler, kyzyler, beltirer, med flera) samt altajer (undergrupper: telengiter, teleser, tubalarer, tjelkaner, kumandiner, sjorer, med flera). I övrigt räknades förr folk som kallades tatarer i Centralasien som en egen grupp, men dessa torde tillhöra andra grupper turkfolk eller någon av de tre ovan nämnda tatariska grupperna. Även en grupp så kallade mongoliska tatarer räknades tidigare (de var dock ej mongoler eller mongolfolk), men åtminstone tuvinerna i den gruppen räknas nu som närmast besläktade med chakasser.
Benämningen tatarer har tidigare även syftat på mongoler, på turkfolk i allmänhet eller på turkfolk som inte kunnat härledas till någon annan större grupp.

## Berömda tatarer
- Gabdulchaj Achatov, vetenskapsman och lingvist.
- Rudolf Nurejev, balettdansör
- Gabdulla Tukai, poet.
- Irina Shayk[1], fotomodell och skådespelerska.
- Alija Mustafina, gymnast
- Sofia Gubaidulina, tonsättare